# Pokémon Röd och Blå
Pokémon Röd och Blå (engelska: Pokémon Red and Blue version) är de internationella utgåvorna av första generationens Pokémon-huvudseriespel, lanserade i USA hösten 1998 och Europa vintern 1999 för den handhållna spelkonsolen Game Boy. Spelen är raffinerade versioner av två ursprungliga versioner släppta i Japan våren 1996, kallade Pocket Monsters Röd och Grön (japanska: ポケットモンスター 赤・緑), där Pocket Monsters Grön motsvarar Pokémon Blå version). Den internationellt raffinerade versionen släpptes även senare i Japan under namnet Pocket Monsters Blå, och efter populariteten av Pokémon-TV-serien (med japansk start 1997) släpptes ytterligare en version, Pokémon Gul, vilken ersatte diverse grafik och element för att likna TV-serien och kom att se både internationell och japansk lansering.
Spelen, som är av genren datorrollspel, går ut på att färdas runt i ett landskap baserat på den japanska regionen Kanto (under samma namn) och fånga vilda övernaturliga elementmonster kallade pokémon i små kapslar kallade Pokébollar, vilka därefter blir dina "lagkamrater", ungefär som husdjur, och du deras "pokémontränare". I pokémonuniversumet används pokémon för att tävlingsstrida med, en sport i regi med hundkamp, fast med fokus på taktisk dressyr och elementstrid istället för vadslagning om blodpengar. Pokémonstrider, i likgiltighet med kampsporter, tar plats under reglerade former och förlorar en pokémon blir den enbart "utslagen" (avtuppad/fainted), ej dödad, och kan återupplivas genom snabbverkande avancerad sjukvård hos flertalet avsedda sjukcentraler runt om landet, kallade pokémoncenter (pokécenter). När en pokémon vinner i strid får den så kallade erfarenhetspoäng (experience points), förkortat xp, som gör den starkare och används för att gå upp i "level", förkortat lvl, ett individuellt nivåsystem som indikerar en pokémons erfarenhet och därmed potentiell styrka. Maxlevel är 100, från lvl.1 som lägsta möjliga. Ju högre nivå, ju mer XP behövs för att ranka upp. Under spelets gång möter spelaren diverse pokémontränare i strid och berättelsens mål är att besegra den mytomspunna pokémonligan, ett regionalt mästerskap som drivs av de kraftfullaste tränarna i regionen, samt att fånga alla 150 tillgängliga pokémon genom vildfångst och byteshandel.
2004 gjordes spelen om till Game Boy Advance, där grafiken har förbättrats rejält och extra uppdrag lagts till. Dessa spel döptes till Pokémon FireRed och LeafGreen.

## Handling
I början av spelet får spelaren möjligheten att hos Professor Oak välja mellan 3 olika pokémon; Bulbasaur, Charmander eller Squirtle som sin första pokémon. När man gjort sitt val så kan man inte erhålla någon av de två andra senare i spelet.
Målet med spelet är att fånga alla 151 pokémon, samt att bli den bästa pokémontränaren i Kantoregionen. Detta gör man genom att uppfostra pkémon och sedan besegra de åtta pokémongymmen i regionen, var ledd av en så kallad gymledare, en kraftig tränare som specialiserar sig på en pokémontyp (stentyp, grästyp, vattentyp, etc). Idén är att var gym ska agera prov för spelarens kunskap om typverkan, då var pokémontyp är stark mot vissa typer och svag mot andra typer (till exempel att vatten spräcker sten men har hög ledningsförmåga mot elektricitet). Efter att ha besegrat ett gym erhåller spelaren en så kallad gymnål, en brosch som agerar medalj för vinsten.
När alla åtta gymnålar har erhållits ges spelaren tillgång till pokémonligan, regionens mästerskap, vars segrare blir hyllad som pokémonmästare (engelska: Pokémon Champion) och intagen i Mästarmuséet (Hall of Fame). Pokémonligan består av 5 tränare, de första fyra kallade Elitfyran (Elite Four), några av regionens absolut starkaste tränare, och den femte och sista tränaren bestående av den regerande pokémonmästaren, som visar sig vara spelarens rival genom spelet. Spelaren får även under spelets gång slåss mot det onda Team Rocket; en kriminell organisation som använder pokémon med onda uppsåt.
Spelaren har en rival sen hans barndom, som råkar vara Professor Oaks barnbarn. Han stöter man på lite då och då under spelets gång för att man ska få chansen att testa hur bra ens pokémon är. I början av spelet väljer han alltid den pokémon som har fördel mot den pokémon du väljer; om spelaren exempelvis väljer Charmander, som är en eldpokémon, så kommer rivalen att välja Squirtle; en vattentyp som är effektiv mot eld.
Vissa pokémon finns inte i pokémon Röd, utan kan bara hittas i pokémon Blå, och vice versa. På grund av detta måste spelaren byta med andra spelare genom en Link Cable för att kunna fånga alla.
I Pokémon Röd och Blå finns en koppling till färger och måleri i spelets platsnamn: spelaren börjar i Palletstaden (palett) för att sedan ta sig till platser såsom Viridianstaden och Viridianskogen (smaragdgrönt), Ceruleanstaden (coelinblått), Vermilionstaden (vermillion), Lavenderstaden (lavendel), Fuchsiastaden (fuchsia) och Indigoplatån (indigo).

## Byta Pokémon med andra spelare

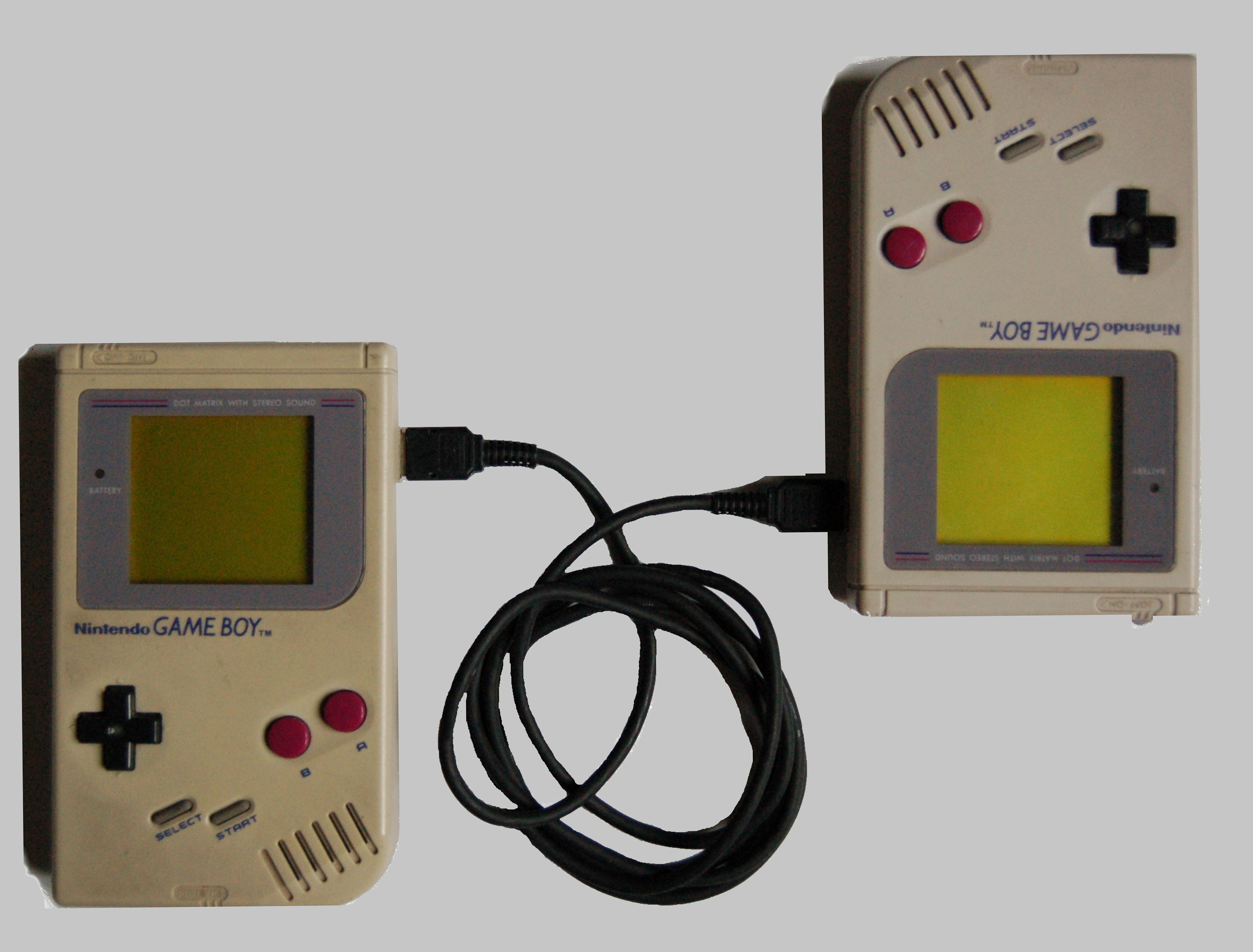
Två Game Boy-handkonsoler hopkopplade med länkkabel för till exempel Pokémonbyte.

Svenska slogan för Pokémon-franchisen är frasen Måste fånga fler, med liknande slogan på andra språk (engelska: Gotta Catch 'Em All, ”Måste fånga dem all”), och spelen går i längden ut på att fånga så många olika pokémontyper som möjligt för att fylla ut ens Pokédex (en digital samlarbok). I pokémon Röd och Blå version existerar 151 olika pokémon, varav enbart 150 går att få tag på normalt.
Av de 150 tillgängliga pokémon kan några endast fångas i det ena eller andra spelet. De pokémon som inte går att fånga kan dock mötas i strider med andra tränare men går då inte att fånga. För att fånga alla 150 pokémon, och därmed fylla ut ens Pokédex, kan spelare dock byta pokémon med varandra med hjälp av en fysisk länkkabel, Game Link Cable, som kopplar i hop två Game Boy.
Pokémon nummer #151, Mew, går endast att få via byten med andra tränare, via Nintendo-arrangemang eller via en bugg i spelet.

## Pokémongym (Gymledare)
I spelet finns åtta gymledare som spelaren måste besegra för att kunna klara ut spelet. Nedan följer bland annat vilka de är, i vilken stad de håller till och vilka pokémon de använder:
| Gymledare | Gymstad         | Typspecialisering | Pokémonuppsättning                                                | Gymnålar (sv) | Gymnålar (en) |
| --------- | --------------- | ----------------- | ----------------------------------------------------------------- | ------------- | ------------- |
| Brock     | Pewterstaden    | sten              | L12 Geodude, L14 Onix                                             | Bumlingsnålen | Boulder Badge |
| Misty     | Ceruleanstaden  | vatten            | L18 Staryu, L21 Starmie                                           | Kaskadnålen   | Cascade Badge |
| Lt. Surge | Vermilionstaden | elektrisk         | L21 Voltorb, L18 Pikachu, L24 Raichu                              | Åsknålen      | Thunder Badge |
| Erika     | Celadonstaden   | gräs              | L29 Victreebel, L24 Tangela, L29 Vileplume                        | Regnbågenålen | Rainbow Badge |
| Sabrina   | Saffronstaden   | psykisk           | L38 Kadabra, L37 Mr. Mime, L38 Venomoth, L43 Alakazam             | Guldnålen     | Marsh Badge   |
| Koga      | Fuchsiastaden   | gift              | L37 Koffing, L39 Muk, L37 Koffing, L43 Weezing                    | Själsnålen    | Soul Badge    |
| Blaine    | Cinnabarön      | eld               | L42 Growlithe, L40 Ponyta, L42 Rapidash, L47 Arcanine             | Vulkannålen   | Volcano Badge |
| Giovanni  | Viridianstaden  | jord              | L45 Rhyhorn, L42 Dugtrio, L43 Nidoqueen, L45 Nidoking, L50 Rhydon | Jordnålen     | Earth Badge   |

## Pokémonligan (Elitfyran)
Efter att ha besegrat de åtta pokémongymmen kan spelaren komma in i pokémonligan och möta den ökända Elitfyran (engelska: Elite Four), bestående av fyra av de bästa pokémontränarna i Kantoregionen. Elitfyran, likt gymledarna, har specialiserat sig på pokémon av en viss typ, men i deras lag finns även inslag av andra typer. Efter att Elitfyran är besegrade möter spelaren den regerande pokémonmästaren, vilket utgörs av sin rival genom spelet. 
Elitfyran består av följande:
| Motståndare     | Typspecialisering    | Pokémonuppsättning |
| --------------- | -------------------- | --- |
| Lorelei         | is                   | L54 Dewgong, L53 Cloyster, L54 Slowbro, L56 Jynx, L56 Lapras |
| Bruno           | strid                | L53 Onix, L55 Hitmonchan, L55 Hitmonlee, L56 Onix, L58 Machamp |
| Agatha          | spöke/gift           | L56 Gengar, L56 Golbat, L55 Haunter, L58 Arbok, L60 Gengar |
| Lance           | drake                | L58 Gyarados, L56 Dragonair, L56 Dragonair, L60 Aerodactyl, L62 Dragonite |
| Spelarens rival | ingen specialisering | L61 Pidgeot, L59 Alakazam, L61 Rhydon, L61 Arcanine, L63 Exeggutor, samt en av följande: L65 Blastoise om spelaren valde Charmander i början av spelet, L65 Charizard om spelaren valde Bulbasaur eller L65 Venusaur om spelaren valde Squirtle. |

## Pocket Monsters Röd och Grön

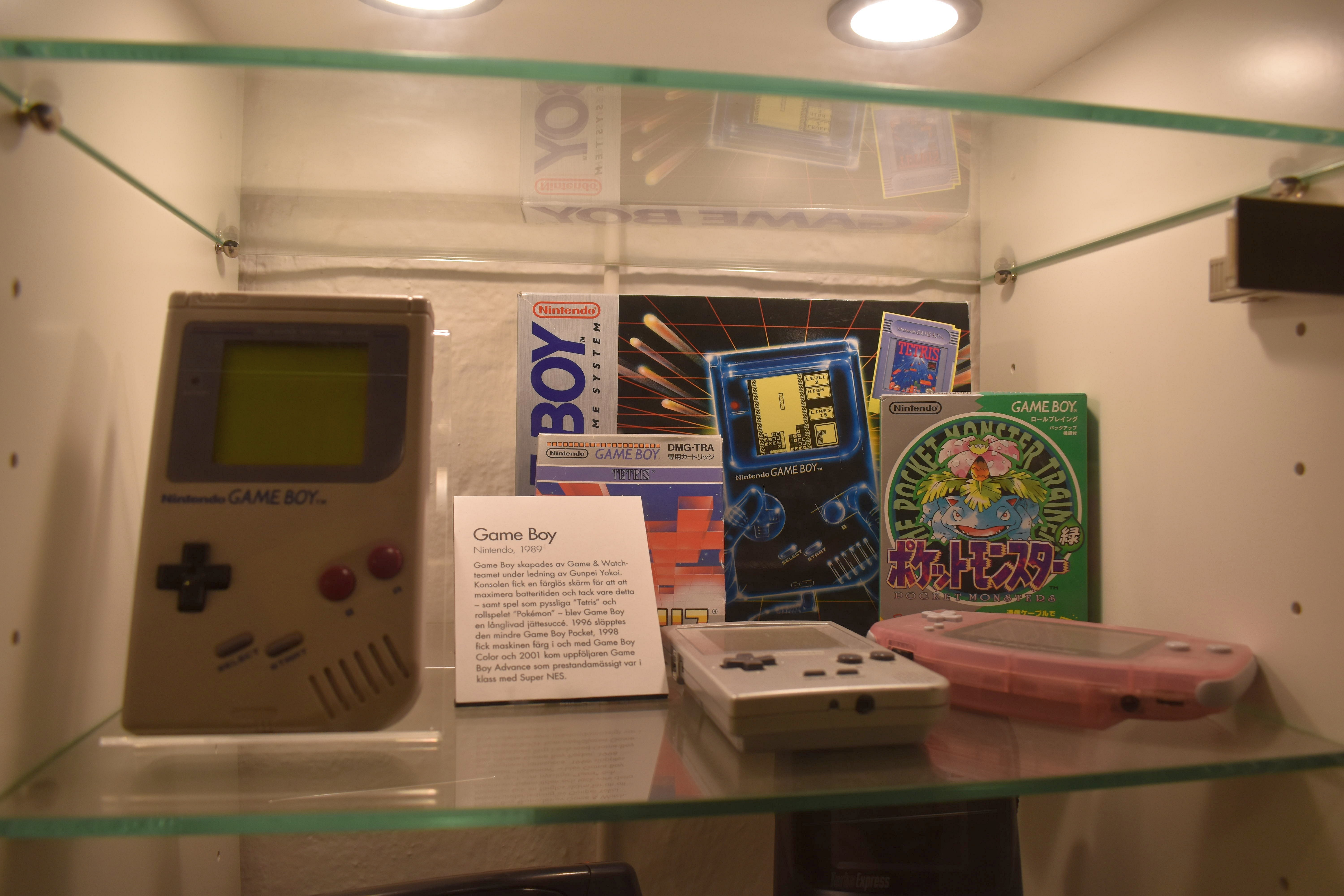
Den japanska utgåvan Pocket Monsters Grön (緑) i originalförpackning på Stockholms Spelmuseum, 2019.

Pocket Monsters Röd och Grön (japanska: ポケットモンスター 赤・緑) är titlarna på de ursprungliga versionerna utvecklade av det japanska företaget Game Freak för den japanska marknaden, släppta 1996. Dessa versioner av spelet är endast släppt i Japan och skiljer sig från de senare internationella utgåvorna (1998–1999) i att lanseras med färgduon "Röd och Grön" istället för "Röd och Blå". De använder även annorlunda spritekonst för alla pokémon och varierande andra objekt, samt att de innehar flertalet buggar som kom att tas bort inför lanseringen av de senare raffinerade internationella versionerna Röd och Blå.
Den raffinerade internationella versionen kom senare även att släppas i Japan under namnet Pocket Monsters Blå, då med något annat register av pokémon som kan fångas vilt.

## MissingNo.
MissingNo. är en bugg en så kallad "glitchad" pokémon utan nummer (därav namnet "MissingNo.", som kan förenklas till "Missing Number"). Om man möter en MissingNo. kommer spelarens Hall of Fame att bli glitchad och visa olika pixlar och tecken och om man fångar den kommer de pokémon man möter att vara spegelvända och bilder kan vara förvrängda (halvt förstörda). Bilden av en MissingNo. är vanligen ett blockliknande bakåtvänt L.
När man ser en MissingNo. kopieras ens sjätte ägodel uppifrån i Item-listan. Detta är väldigt användbart för kopiering av Rare Candy och Master Ball. MissingNo.:s attacker är: 
- Water Gun
- Sky Attack
- Sky Attack (igen)

Eller också kombinationen:
- Water Gun
- Water Gun
- Sky Attack

Den utvecklas till Kangashkan när den får föremålet Rare Candy (under förutsättning att det är en nivå 0 MissingNo. eller M). Detta är det enda sättet att få en Kangashkan att lära sig attacken Fly (om man inte använder sig av en GameShark). Egentligen är MissingNo. och M i spelet två helt skilda pokémon eller "buggar". Denna "pokémon" har även varit synlig i senare pokémonspel.

## Mottagande och utmärkelser
I Guinness World Records 2009: Gamer's Edition hamnade Röd och Blå på plats 26 över de 50 bästa konsolspelen genom tiderna. WatchMojo.com placerade spelen på plats 6 på deras lista "Top 10 Video Games of the 4th Generation".